# Tamara Moyzes
Pour les articles homonymes, voir Moyzes.
Tamara Moyzes (née le 27 mars 1975 à Bratislava) est une artiste politique, conservatrice et documentariste israélo-slovaque qui vit et travaille à Prague. Thématiquement, elle traite de la position des minorités, de la xénophobie, du racisme, du nationalisme, des questions queer et du conflit au Proche-Orient.

## Origine et vie de famille
Elle naît à Bratislava dans une famille multiculturelle (hongrois, juifs et rom). Elle est juive et a la nationalité israélienne. À l'âge de seize ans, elle décide d'apprendre l'hébreu. Après le lycée, elle va en Israël pour la première fois pendant trois ans. Elle est sioniste dans sa jeunesse, mais lors d'un autre séjour d'études de deux ans en Israël, elle a changé d'avis et, selon sa propre déclaration et est devenue une militante de la paix pour la Palestine. Elle-même se sent cosmopolite et défend la cause des minorités.

## Études
Elle est diplômée de l'école secondaire d'art et d'industrie de Bratislava (1991-1995). Elle étudie à l'Académie des Beaux-Arts de Bratislava et à l'Institut Avni des arts de Tel-Aviv, en Israël. Dans les années 2000-2005, elle étudie les nouveaux médias à l'Académie des beaux-arts de Prague.

## Œuvres
Tamara Moyzes se consacre à la production documentaire, à l'art vidéo et aux nouveaux médias. Elle crée des documentaires vidéo fictifs dans lesquels elle utilise souvent une approche parodique et ironique. Elle s'efforce d'intervenir dans l'espace public. Depuis longtemps, elle traite des questions de la position des minorités, de la xénophobie, du racisme et du nationalisme, par exemple dans le conflit israélo-palestinien, la question des Roms, le féminisme et la religion. Son mari, l'artiste israélien Shlomi Yaffe, collabore avec elle sur certains projets.

### Expositions et projets individuels
- 2003 : happening de la rentrée à l'Académie des beaux-arts de Prague
- 2004 : Exposition Tamara Mozyes, Galerie Eskort, Brno
- 2006 : Jour de Tamara Moyzes, Galerie NoD, Prague
- 2007 : TV t_error, Entrance Web Gallery, Prague
- 2008-2009 : Bienvenue à Prague, Galerie Output, Prague
- 2009 : Représentation au Parlement de la République tchèque, "Bien-être familial"
- 2009 : Représentation à Brno-Tuřany lors de la visite du Pape, "Bianca Braselly & Benedictus XVI"
- 2010 : Bienvenue à Prague, Centre tchèque, Stockholm
- 2011 : Inte(g)race, Karlin Studio, Futura, Prague
- 2011 : Protocole, Mamuta chez Daniela Passal Art & Media, Jérusalem